# Naser Hosrov
Abu Mo’in Naser ibn Hosrov ibn Haris bio je iz grada Kobadijana u Balhu. Nosio je, iz razloga što je razvijao ismailijska naučavanja, titulu „hodžat“ (hodžat ovde znači propagator). Jedno vreme je radio u državnom divanu u Marvu i otuda mu je naziv Marvazi (znači iz Marva).
Hedajat donosi konstataciju da on vodi poreklo od neporočne čaljadi časne Alijeve porodice – neka je mir na njih‍:pp. 543.. U vezi sa tim, neće biti isključena mogućnost da su ga nazivali alevijom zato što je upražnjavao nepresahnutu ljubav prema Alijevoj porodici. Sam on u jednom svom distihonu spominje da je rođen 1003. godine:
Prođe od hidžre tad trista devedeset i četiri,
Spusti mene mati na kružnicu prašnjavu.‍:pp. 220.

## Život
Naser Hosrov je najpre boravio na gaznevidskom dvoru i u njihovim institucijama, te su ga, najverovatnije, kada su osvojili Balh 1040. godine, Seldžuci odveli u Marv, gde je i dalje mogao da radi u državnom divanu kod Sulejmana Čagri bega.
Tako je on u početnom periodu svoga života, kada je bio uključen u dvorski život, uzimao učešće u pretrpanim igrankama, naslađivanjima i svim mogućim ovoživotnim uživanjima, a onda je, najednom, izbio ogroman prevrat u njegovom životu, usred koga je on osećao nalog da se skloni od svega toga i da krene u potragu za transcedentnom Istinom. Najradije ćemo konstatovati, po pitanju toga šta je moralo da bude glavni uzrok onoj drastičnoj promeni koja je uzdrmala najdublju srž njegova bitka, da je ključnu ulogu imalo njegovo promišljanje naučnih i filozofskih štiva onda kada je još bio na dvoru. Onda je on, za kratko, otputovao do Turkistana, Sinda i Indije sa ciljem da u tim krajolicima zahvati doktrine najrazličitijih verskih tradicija‍:pp. 447.. Godine 1045. naznačen je začetak drugog perioda u njegovom životu koji je, kako proishodi iz sačuvanog dela njegove Safar-name (Putopis), proveo u putu sve do 1052, na koga je krenuo sa namerom da obavi hodočašće u Meki, i za to vreme je obišao skoro sve tada poznate islamske zemlje u svojim dugim proputovanjima koja su se u njegovoj Safar-nami, zapravo, odrazila u okviru posve vrednog blaga pretočenog na hartiju. On se u Egiptu upoznao sa fatimidskim halifama, ismailijama, i onde je počastvovan titulom „hodžat“, trećom po redu u ismailijskoj hijerarhiji. Ovaj trenutak će u njegovome životu postati izuzetno značajan, jer od tada počinje treći period u njegovom životu, doba kada će se on pokazati kao izvrstan pisac i pesnik.
Usled privrženosti svojim veroškolskim počelima i eksplicitnog, te eventualnog oštrog raskrinkavanja svojih učenja, Naser Hosrov je u trećem periodu svog života morao da napusti svoju rodnu grudu i da se skloni u dolinu Jamgan u podnožju planine Badahšan u današnjem Avganistanu i da tamo ostane sve do svoje smrti 1088. godine.‍:pp. 220–221.

## Dela
Naser Hosrov je ostavio za sobom fundamentalna dela, kao što su:
Mesnevije:
- Sa’adat-nama (Spis o blaženstvu);
- Roušana’i nama (Spis o svetlosti).

Prozna dela:
- Zad al-musafirin (Prtljag putnika);
- Džami’ al-hikmatajn (Zbirka dve mudrosti)[5]‍:pp. 549.;
- Vadžh-e din (Obris vere);
- Han-e ehvan (Bratska gozba);
- Šeš fazl (Šest zaglavlja);
- Roušana’i-name-je mansur (u prozi);
- Gošaješ va rahaješ (Popuštenost i spasenje);
- Bustan al-’ukul (Perivoj intelekta);
- ’Adža’ib as-sun’a (Čudnovatosti stvaralačkog čina);
- Lisan al-’alam (Logos univerzuma);

 kao i još nekoliko drugih spisa koju su bili dovršeni do 1069. godine.‍:pp. 221.
U svojim delima ukazuje na brojne apsurde na koje je nailazio prilikom iščitavanja Razijevih filozofskih spisa. Između ostalog, on je pokazao jasne kontradikcije u Razijevim objašnjenjima o večnosti pramaterije, o razlici između četiri osnovna elementa, o suštini prostora i vremena, te o nastanku duhovnog i materijalnog sveta i o Razijevoj posebnoj definiciji slasti.‍:pp. 384.
Njegov autoritet pesnika i pisca blista. Na intelektualnoj razini njegovih pesama se, uglavnom, javljaju veroškolska naučavanja ismailijske duhovnosti, zbog čega je, zapravo, i njegov osobni stil prepoznatljiv. Gaji negativno raspoloženje prema gazelima i ljubavnim pesmama.‍:pp. 111.
Njegov divan pesama je sastavljen u trećem periodu njegova života. Centralno jezgro njegovih pesama popunjavaju mudre pouke i saveti, te se čini da je koračao po tragovima prijašnjeg ši’ijskog pesnika Kasa’ija. Jednom prilikom je smerao da razvije odgovor na jednu Kasa’ijevu pesmu. Njegovo pristajenje uz ismailijsku duhovnost učinilo je da njegove pesme odišu aromom ismailijskog nauka i da uskrsnu kao predstavnici teozofske književnosti. On u svojim pesmama počesto, donosi filozofska usredsređenja i kasidu gura ka čistoj poeziji. Ne samo da se ne može prenaglasiti značaj njegove umetničke veštine u prizivanju stručnih filozofskih termina u njihovom persijskom obrascu, nego se nipošto ne može prevideti ni njegova zasluga u preobražavanju bitnih koncepata i sadržaja koji su bili razvijani u kasidama, ili da kažemo njegov uspeh u tome da najednom proširi domen onoga kasda (namere) u kasidi. S druge strane, ako se u njegovim kasidama ponegde i nabasa na panegirik, u njemu će – u to nema sumnje – biti pohvaljivani/posvećivani članovi blažene Poslanikove porodice, ili fatimidski suvereni; on se, takođe, budući je okušao inicijaciju u ši’ijsku školu, u svojim pesmama mnogostruko osvrće na svog sveegzistencijalnog vođu Alija. Nadalje, on se u svojim kasidama oslanja i na politička doktrinarna uporišta, pa u prepirkama sa seldžučkim vladarima i zapovednicima zauzima osobni politički stav. Zbog svoje nepretrgnute uživljenosti u ismailijska naučavanja, on stavlja poseban naglasak na instituciju hermeneutike/ta’vil, posvuda po svom divanu insistirajući na pojmovima nad kojima je razvio hermeneutiku; po njegovom uverenju, spoljašnji iskazi u Kur’anu, ako se nad njima ne izvede hermeneutika, sličiće slanoj morskoj vodi.  U njegovim kasidama su smirivane briljantne šakva’ije (tugovanke), koje je na najbolji način moglo da potakne prognanstvo u dolini Jamgan, daleko od svog Horasana. Njegove pesme – tužbalice pružaju uvek prodoran tenor i ozbiljnu gorljivost, a istovremeno su prožete nekakvom čvrstinom, utvrđenošću. On se, takođe, pokazao kao pravi maestro u donošenju deskripcija. Postoji verovatnoća da je Naser Hosrov sve svoje pesme koje je eventualno sastavio u prvom periodu svoga života, a koje su, razumeće se to, morale uglavnom da budu panegirici, svojevoljno uklonio. U jednoj kasidi, zapravo u njenom tagazulu, on opisujući noć iskazuje:
Noć tamna ko bez obale nemirno puno katrana more,
Sfera ko puna lotosovih listova, premazana indigoplatnom pustinja.
Naserov divan pesama se najpre pojavio u izdanju Nasrulaha Takavija i sadržavao je 11.000 distihona, dok je u drugim primercima zabeleženo 7.500 distihona. Zadnje kritičko izdanje njegovog divana su pripremili Mudžteba Minavi i dr Mehdi Mohakek.
Iz njegovih kasida izdvajamo i sledeće distihone:
O vi sedam rukovodilaca što ste na ovom platnenom seraju,
do kol’ko puta kada odete, ponovo ćete navratiti?...
-----------------------------------------------------------------------------------------
Nemoj kuditi ti krug ovaj plavetni,
isteraj iz glave nadutost i tvrdoglavost.
------------------------------------------------------------------------------------------
Izmuči mi škorpion prognanstva jetru moju,
ko da nikog jadnog na svetu ne nađe osim mene.‍:pp. 221–223.
U pogledu muzikalne uređenosti on najčešće koristi grube i teške ritmove te je struktura rime u njegovim pesmama donekle neprozirna. Njegove pesme naširoko prizivaju filozofske, teološke i verske doktrine i u njima je razvijana osobena diskurzivna filozofija uz utvrđena teološko-racionalna razglabanja, što je dobar povod da njega nazivaju pionirom u demonstrativno-dijalektičkom smislu. U njegovim kasidama je prisutno i opisivanje prirode i njenih znamenja. Zaključićemo da je Naserov istinski preteča u pesmi bio Kasai Marvazi. Nadalje, staroiranske reči i izvorni termini su dosta učestali kod njega, a u sintaktičkoj strukturi njegovih pesama se, katkada, nazire neka vrsta nerazgovetnosti. U temelju, on prilazi pojmovima iz prirode da bi, ushićen, nad njima razvijao hermeneutiku, ta’vil koji uskrsava u njegovom osobenom filozofskom zdanju.‍:pp. 111–112.
Naserova dela imaju poseban značaj i u gaznevidskom i prvom seldžučkom razdoblju (1058–1155). Njegova Safarnama (Spis o proputovanju) podlazi pod grupu realističke književnosti, a u Zad al-musafirinu (Opskrba za putnike) on naginje stilu, usled koga se, zbog njegove filozofsko-bogoslovske orijentacije u ustanovljavanju verskih doktrina, važnost njegovih dela za ismailijsku duhovnost ne može prenaglasiti. On je u Zad al-musafirinu-u donosio mnoge termine, leksikološki stadijum koji, uglavnom, privija filozofske, te bogoslovsko-veroškolske pojmove. Safarnama je smirila u sebi manje arapskih reči, ali je u odnosu na ona dela koja su bila naširoko izvijana u autorovom dobu, delovala zastarelo. Ipak, nikada neće zastareti piščeva moć opisivanja i pokazivanja spoljašnjih stvarnosti. Moć čiji premac je već uspeo da se nameće kroz Tarih-e Bejhaki.‍:pp. 145. U svojoj Safarnami, na veoma živopisan način je prikazao kako je živeo egipatski narod u doba vladavine fatimidskog kalifa Mustansira.‍:pp. 498. Između ostalog, piše da su muslimani u Tripoliju proizvodili divan i veoma kvalitetan papir koje je po lepoti podsećao na samarkandski papir, dok je u kvalitetu bio čak i bolji.‍:pp. 115.